# Paulo Almeida
Pour les articles homonymes, voir Almeida (homonymie).
Paulo Almeida Santos, dit Paulo Almeida, né le 20 avril 1981 à Itarantim au Brésil, est un footballeur international brésilien, qui évoluait au poste de milieu défensif.

## Biographie

### En club
Paulo Almeida dispute deux matchs en Ligue des champions, 6 matchs en Coupe de l'UEFA, 22 matchs en Copa Libertadores, et 6 matchs en Copa Sudamericana,. Avec le Santos FC, il atteint la finale de la Copa Libertadores en 2003, en étant battu par le club argentin du Boca Juniors.
Il joue 95 matchs en première division brésilienne, 6 matchs en première division portugaise et 13 matchs en première division iranienne.

### Sélection nationale
Paulo Almeida compte cinq sélections avec l'équipe du Brésil en 2003.
Il fait partie des joueurs sélectionnés par Ricardo pour participer à la Gold Cup 2003, compétition lors de laquelle il joue cinq matchs.
Il est convoqué pour la première fois par le sélectionneur national Ricardo pour un match de la Gold Cup 2003 contre le Mexique le 12 juillet 2003 (défaite 1-0). Il reçoit sa dernière sélection le 27 juillet 2003 contre le Mexique (défaite 1-0).

## Palmarès
- Avec l'équipe du Brésil
  - Finaliste de la Gold Cup en 2003

- Avec le Santos FC
  - Champion du Brésil en 2002 et 2004

- Avec le Benfica Lisbonne
  - Champion du Portugal en 2005

- Avec le Coritiba FC
  - Champion du Brésil de D2 en 2007